# Simona Nicoleta Lazăr

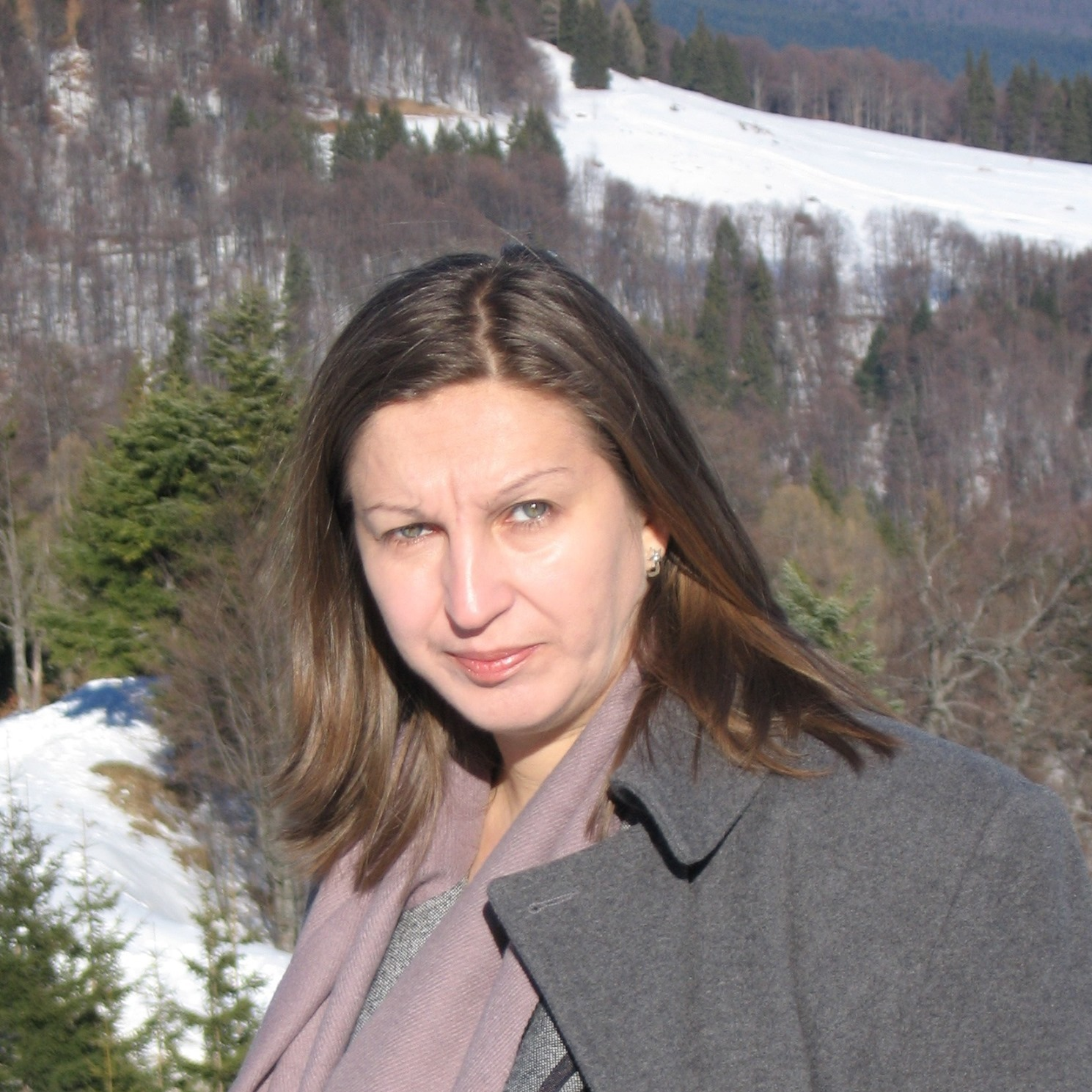

Simona Nicoleta Lazăr (n. 28/29 decembrie 1968, Livezi, județul Bacău) este o poetă, prozatoare, editoare și jurnalistă română, membră a Uniunii Ziariștilor Profesioniști din România (UZP) și a Asociației Jurnaliștilor și Scriitorilor de Turism din România (AJTR). Este căsătorită cu jurnalistul Valentin Țigău. Nume de presă: Simona Lazăr. Nume civil: Simona Nicoleta Țigău.

## Studii
Urmează cursurile gimnaziale și liceale la Bacău (Școala gen. nr. 5 "Alexandru cel Bun", Școala gen. nr. 16 "Alecu Russo" (1983), Liceul Economic și de Drept Administrativ (1987) - azi Colegiul Economic „Ion Ghica” Bacău). Studiază la Colegiul Universitar Economic de la Universitatea Valahia din Târgoviște, absolvind profilul Biblioteconomie și Arhivistică cu o teză despre Fondurile "Localia" și "Personalia" ale bibliotecilor (2003). Își continuă studiile la Facultatea de Litere a Universității București, departamentul Științele Informării și Documentării, cu o teză având tema „Contribuții la istoria cărților de bucate românești din secolul al XIX-lea, în context european” (2019). A obținut titlul de Master în Științe ale Informării și Documentării (2021) al Facultății de Litere a Universității București, programul „Gestiunea Informației în Societatea Contemporană”, având ca temă de disertație: „Arhiva Mănăstirii Sinaia, din anii 1868-1888 - sursă de informații pentru o istorie a începuturilor stațiunii turistice Sinaia”. Din 2021, este doctorand al Școlii Doctorale de Litere, Universitatea din București, având ca temă de cercetare „Biblioteca și arhiva documentară a Mănăstirii Sinaia – aspecte de istorie culturală antebelică” (coord. prof. univ. dr. Mircea Regneală). 

## Parcurs literar
Primele versuri îi sunt publicate, cu un pseudonim timid (Anomis), la rubrica "Poșta redacției" a revistei "Ateneu", din iarna anului 1985, cu un scurt comentariu semnat de poetul Sergiu Adam.
Debutează cu poezie în anul 1987, în revista "Limba și literatura română pentru elevi" (București). Publică poezie, proză și interviuri în revistele literare: "Ateneu" (Bacău), "Literatorul" (București), "Luceafărul" (București), "România literară" (București), "Dacia literară" (Iași), "Convorbiri literare" (Iași), "Tribuna" (Cluj Napoca), "Steaua" (Cluj Napoca), "Ecart" (București), "Literatura și Arta" (Chișinău), "Lumină lină" (New York), "Haemus" (în limba albaneză, București), "Bana armânească" (în aromână, București), https://www.poetry.com/poet/Simona+Nicoleta+Laz%C4%83r (în limba engleză) ș.a.
De-a lungul timpului obține 14 premii și mențiuni la concursuri naționale de creație literară, între care cele mai prețioase rămân: "Marele Premiu Zaharia Stancu" (Salcia, Teleorman, 1994), "Premiul pentru volum în manuscris" la Festivalul de poezie de la Sighetu Marmației (1994), "Premiul special pentru volum în manuscris" la Concursul de poezie "George Coșbuc" (Bistrița, 1994).
În 2008, e nominalizată la cea de a XVI-a ediție a Festival di Poesia Erotica Baffo, de la Veneția, președinte Albert Gardin.
La Bacău, a frecventat, de-a lungul anilor, cenaclurile "George Bacovia" (al revistei "Ateneu"), "Eșarfe de mătase" (haiku - cenaclu pe care l-a înființat împreună cu dr. Dumitru Radu, în 1990), "Boema" (cenaclu pe care l-a înființat alături de jurnalistul și scriitorul Claudiu Târziu, în 1993) și "Avangarda XXI".
Din 2019 este membră a Cenaclului „Lucian Blaga” din Sinaia.

## Volume
A debutat în volum în anul 1996, cu "Somnul grifonului" (versuri), editura "Deșteptarea", Bacău, cu o "Precuvântare" de Cezar Ivănescu. 
Au urmat volumele de poezie "Iarba manuscriselor" (editura "Plumb", Bacău, 1997), "Corabie spre Magonia" (editura "Semne", București, 1998) și "Toamnă în Casiopeea" (editura "Ager", București, 2004). 
La Editura Eikon a apărut, în august 2024, volumul de proză scurtă "Mireasa și alte povestiri", care conține povestirile "Casa cu tamarisc", "Mireasa", "Dragomira" și "Pas-de-deux șchiopătat, pe Plaja Pesmetului"
A fost inclusă, de asemenea, cu poezie în antologiile: "Un sfert de veac de poezie" (antologie a Festivalului de Poezie de la Sighetu Marmației, editura "Fundația Luceafărul", București, 1998), "Poezia pădurii" (Editura "Orion", București, 1999; o antologie de Radu Cârneci). De asemenea, poezia sa a fost tradusă în limba albaneză și inclusă, de Kopi Kycycu, într-o antologie a poeților români.
A publicat următoarele cărți de bucate - în calitate de autor, îngrijitor de ediție, prefațator ș.a.:
- „Cărticică folositoare” (ediție bibliofilă), după ediția princeps din 1806 - ediție îngrijită și prefațată, Editura Intact (București, 2005)
- „Carte de bucate. 190 de rețete alese și încercate de o prietenă a tuturor femeilor celor casnice”, de Maria Maurer (după ediția princeps din 1847) - ediție îngrijită și prefațată, Editura Jurnalul (București, 2006).
- "Rețete de Paști", autor, în colaborare cu Simona Chiriac, Editura "Jurnalul" (București, 2007).
- "Dictatura gastronomică. 1501 feluri de mâncare" de Constantin Bacalbașa (după ediția din 1934-1935) - ediție îngrijită și prefațată, cu câteva sute de note și anecdote,  Editura Cartex (București, 2009).
- "Rețete alese pentru post și Crăciun", autor, Editura "Jurnalul" (București, 2010).
- „Bucătăria română. Carte coprinzătoare de mai multe rețete de bucate și bufet. 1865”, de Christ Ionnin - ediție îngrijită, prefațată, adnotată și cu un studiu despre „O cronologie a cărților de bucate din secolul al XIX-lea”, Editura GastroArt (București, 2018).
- „Bucătăria română. 1865”, de Christ Ionnin - ediție îngrijită, prefațată, adnotată, cu un studiu despre „O istorie a cărților de bucate din secolul al XIX-lea, în context european”, completată cu o selecție de „cântece naționale”, Editura GastroArt (București, 2019).
- „Carte de bucate. 1849”, de Maria Maurer - ediție îngrijită, prefațată, adnotată, Editura GastroArt (București, 2019).
- „Rețete interbelice”, de Constantin Bacalbașa - ediție îngrijită, prefațată, adnotată, Editura GastroArt (București, 2019).
- „Bucătăreasa națională. 1874”, de J.C. Hințescu - ediție îngrijită, prefațată, adnotată, Editura GastroArt (București, 2019).
A prefațat volumele: "Rețete culinare turdene", Dana Deac, editura reDescoperă, Cluj Napoca, 2005; "Cărticică folositoare" (reeditarea primei cărți de economie domestică publicată la București, în 1806), Editura Jurnalul, București, 2005; "Carte de bucate. 190 de rețete alese și încercate de o prietenă a tuturor femeilor celor casnice", de Maria Maurer (reeditarea primei cărți de bucate tipărite în  Țara Românească, în 1847, la București), Editura Jurnalul, București, 2006; "Bucatele noastre. Carte cu preparate mai mult sau mai puțin românești", Horia Vîrlan, Editura NOI - Mediaprint, București, 2009; "77 Istorii și rețete din Epoca de Aur", Veronica Bectaș, Editura Cartex, București, 2010.
A îngrijit cea mai nouă ediție a cărții de bucate a lui Radu Anton Roman, care a apărut într-un format nou, ilustrat și revizuit, sub titlul "Poveștile bucătăriei românești" (7 volume, Editura Jurnalul și Editura Paideia, 2010). În această nouă serie, semnează prefața volumului II.

### Premii pentru activitatea editorială
A obținut următoarele premii: Premiul AJTR 2009 (Asociația Jurnaliștilor și Scriitorilor de Turism din România) pentru ediția îngrijită și adnotată a volumului "Dictatura gastronomică. 1501 feluri de mâncare" de Constantin Bacalbașa, Editura Cartex, 2009. * Premiul ANBCT 2009 (Asociația Națională a Bucătarilor și Cofetarilor din Turism) pentru ediția îngrijită și adnotată a volumului "Dictatura gastronomică. 1501 feluri de mâncare" de Constantin Bacalbașa, Editura Cartex, 2009. * Premiul AJTR 2010 (Asociația Jurnaliștilor și Scriitorilor de Turism din România) pentru coordonarea celor 7 volume din "Poveștile bucătăriei românești" de Radu Anton Roman (ediție ilustrată), Editura Jurnalul & Editura Paideia, 2010.

### Cărți în pregătire
Lucrează romanul "Jurnalul unei iubiri venețiene" și are în pregătire volumele de versuri "Canticum canticorum" și "Ithaca".